# ホアン・リウダベッツ・モル
ホアン・リウダベッツ・モル（Juan Riudavets Moll、1889年12月15日 - 2004年3月5日）は、スペイン人の長寿の男性。確かな記録のある歴代最長寿のスペイン人男性。114年と81日間生き、2003年9月28日から亡くなるまで男性長寿世界一であった。彼が死去した時点ではスペインで最も長生きした人物であると思われていたが、その後さらに長く生きた人物が2人いたことが判明した。
1889年12月15日、メノルカ島で生まれた。1917年に結婚し、妻は1979年に死去。自身は靴職人として働いていた。
2004年3月5日、肺炎のため死去。114歳81日。1880年代生まれの男性としては最後の生き残りでもあった。